# 이와야마역
이와야마역(일본어: 岩山駅)은 일본 오카야마현 니미시에 위치한 서일본 여객철도 기신 선의 철도역이다. 단선 승강장 1면 1선의 구조를 갖춘 지상역이다.

## 이용 현황
| 승차 인원 추이 | 승차 인원 추이 |
| 연도           | 1일 평균       |
| -------------- | -------------- |
| 1999           | 36             |
| 2000           | 27             |
| 2001           | 26             |
| 2002           | 20             |
| 2003           | 14             |
| 2004           | 16             |
| 2005           | 14             |
| 2006           | 14             |
| 2007           | 13             |
| 2008           | 6              |
| 2009           | 3              |
| 2010           | 5              |
| 2011           | 4              |

## 역 주변
- 니미 시민 센터
- 이와야마 진자

## 역사
- 1929년 4월 14일 : 사쿠비사이 선으로서 이와야마 - 니미 간이 개업했던 때에 설치. 당초는 모초 선의 종착이었다.
- 1930년 12월 11일 : 이 역으로부터 사쿠비토 선의 주고쿠카쓰야마 역까지 개업해, 쓰야마 - 니미 간의 사쿠비 선이 성립. 이 역도 그 소속 예전 도중역이었다.
- 1936년 10월 10일 : 사쿠비 선이 기신 선의 일부로 되어, 이 역도 그 소속으로 한다.
- 1987년 4월 1일 : 일본국유철도 분할 민영화에 의해, 서일본 여객철도가 승계.

## 인접 역
| 서일본 여객철도 기신 선 | 서일본 여객철도 기신 선 | 서일본 여객철도 기신 선 |
| ----------------------- | ----------------------- | ----------------------- |
| 다지베 히메지 방면      | ■ 기신 선               | 니미 니미 방면          |